# Sudharmia tridenticula
Espèce
Sudharmia tridenticula est une espèce d'araignées aranéomorphes de la famille des Liocranidae.

## Distribution
Cette espèce est endémique de Sumatra en Indonésie. Elle se rencontre entre Bukittinggi et Lubuk Sikaping.

## Description
Le mâle holotype mesure 2,26 mm et la femelle paratype 2,42 mm.

## Publication originale
- Dankittipakul & Deeleman-Reinhold, 2012 : A new spider species of the genus Sudharmia from Sumatra, Indonesia (Araneae, Liocranidae). Zoological Research, vol. 33, no 2, p. 187-190.